# رابطة الملاكمة الدولية النسائية
تأسست رابطة الملاكمة الدولية النسائية (WIBA) المعنية بالملاكمات السيدات المحترفات في يوليو 2000، وسرعان ما نمت لتصبح قوة رئيسية في عالم الرياضة. [1]

## تاريخ الرابطة
أسس الأمريكي ريان ويسو والكولومبي لويس بيلو دياز رابطة الملاكمة الدولية النسائية. ريان ويسو هو رئيس ومالك رابطة الملاكمة الدولية النسائية، بينما يترأس لويس بيلو-دياز مجلس الملاكمة العالمي (UBC)، وهو هيئة جزائية مغمورة للرجال مقرها في مدينة كارتاهينا، كولومبيا. يُصنف مجلس الملاكمة العالمي ككيان منفصل عن رابطة الملاكمة الدولية النسائية.
تعتبر رابطة الملاكمة الدولية النسائية نفسها منظمة بطولة قوة للعديد من الأسباب؛ حيث حصلت الرابطة على المديح لتصنيفاتهم الدقيقة والحديثة، بينما كانت نوعية مبارياتهم غير متناسقة، كما حصل العديد من الملاكمين الذين «العُتاة» على ألقاب الرابطة في مرحلة ما من حياتهم المهنية.
نظمت رابطة الملاكمة الدولية النسائية بطولات في آسيا وأوروبا وأمريكا الجنوبية ومنطقة البحر الكاريبي، بالإضافة إلى الولايات المتحدة الأمريكية. تعتبر رابطة الملاكمة الدولية النسائية متوازنة جغرافياً جداً، ولديها أبطال وبطولات في العديد من أنحاء العالم، كما تُتيح الفرص لإقامة البطولات في جميع أنحاء العالم، مما يفتح المجال لانتشار رياضة الملاكمة في جميع أنحاء العالم.
يُنسب الفضل إلى رابطة الملاكمة الدولية النسائية في العديد من «السبق» في هذه الرياضة؛ إذ تُعتبر رابطة الملاكمة الدولية النسائية أول من أنشأ قسمًا بقيمة 102 باوند للملاكمة للسيدات، مشيرين إلى الحاجة إلى فئة وزن أصغر للملاكمات الإناث. كما يُنسب الفضل أيضًا إلى رابطة الملاكمة الدولية النسائية لتشريع الملاكمة المحترفة للمرأة في الفلبين. لم تكن الملاكمة المحترفة للسيدات قانونية في الفلبين (على الرغم من حقيقة وجود فريق قوي للملاكمة للنساء الهواة في الفلبين). عمل ريان ويسو مع «دبليو إي بي إيه» ومجلس الألعاب والملاهي (GAB)، الذي يشرف على جميع الرياضات المحترفة في الفلبين، لتغيير القوانين للسماح للنساء بلعب الملاكمة بشكل احترافي. تُعتبر رابطة الملاكمة الدولية النسائية مسؤولة أيضًا عن إنشاء أول سباق على اللقب في غيانا وفي ماكاو.
تُصنِف رابطة الملاكمة الدولية النسائية جميع الملاكمات المحترفات، بما في ذلك أبطال هيئات أخرى مُعترف بها. كما تشجع رابطة الملاكمة الدولية النسائية التعاون المشترك مع هيئات الملاكمة النسائية الرئيسية الأخرى مثل المجلس العالمي للملاكمة، والاتحاد العالمي للملاكمة، والرابطة الدولية للملاكمة.
ومن الأبطال الحاليين والسابقين لـرابطة الملاكمة الدولية النسائية: ليلى محمد علي، وجاكي فرايزر ليد، وآن وولف، وليتسيا روبنسون، وجينا غيدي، وسمية أناني، وكارا رو، وشيفل هالباك، وماريبل زوريتا، وريا رامنارين، وإيميكو رايكا مارسيلا أكونيا، وآدا فيليز، وأنيتا كريستنسن، وميليندا كوبر، وجينيفر ألكورن، وجاينين غارسايد، وماري جو ساندرز، ودودا يانكوفيتش وميليسا هيرنانديز، وسيلفيا شاربر.